# ジュネーヴ・インターナショナル・スクール
ジュネーヴ・インターナショナル・スクール（英：International School of Geneva、仏：L'École Internationale de Genève: Ecolint、）は、スイスのジュネーヴ州にあるインターナショナル・スクール。1924年に国際連盟の幹部等により創設された世界初のインターナショナル・スクールである。

## 概要
ジュネーヴ州とその近郊に3つのキャンパスがあり、いずれも幼稚園児から高校生までが学んでいる。全てのキャンパスで、国際バカロレア資格プログラムを採用している。また、英語が母国語でない生徒の為にEALクラス（English as Acquired Language 英語フォロークラス）が設置されている。学校側により英語能力が充分でないと判断された生徒は、1 - 3年ほどこのクラスを受講するが、生徒は当初から通常のクラスにも編入され、各自の語学力に応じ、個別に通常クラスとEALクラスの受講時間配分が決められる。
このスクールでは、英語に加え、フランス語の2ヶ国語で教育を行っている。英語で授業を受ける生徒も、フランス語のクラスを取る事ができ、またそれぞれの科目の授業を、英語で受けるかフランス語で受けるか、選ぶことができる（国連キャンパスでは授業は英語。しかし、フランス語は必須科目となっておりレベル別クラス編成で全員が学ぶ。ただしEALクラス受講中は免除される）。現在のところ、スイスのインターナショナル・スクールでこのような選択が可能なのは、本校とル・ロゼ（仏：Institut Le Rosey）の2校のみである。

## キャンパス

### ラ・グランド・ボアスィエール（La Grande Boissière）
通称LGB（エル・ジェ・ベー）。ジュネーヴ市中心部近く（フランス国境近郊）にあり、正門が特徴的である。3つのキャンパスの中で最も規模が大きく、最も歴史がある。また、IBはこのキャンパスにて60年代に考案された。幼児部（仏：École Primaire、英：Primary School: 第1（3歳） - 4学年、約650人）、小学部（仏：École Moyenne、英：Middle School: 第5 - 8学年、約450人）、中学部及び高校部（仏：École secondaire、英：Secondary School: 第9 - 13学年、約650人）で構成されている。現在は約１,800名が在籍し、生徒・職員の出身地、国籍は88カ国に及ぶ。生徒の大半は二ヶ国語以上を話し、全校生徒の母国語は合わせて57ヶ国語になる。最も歴史があり知名度が高いことから、在籍生徒の中には世界各国の王家や世界企業の上役の子息・息女がいるが、一般生徒も同じく在籍する。
キャンパス内の建物は食堂を含め計9棟あり、各建物それぞれが違う役割を持つ。中でも、STEM Centre(ステムセンター)、Centre des Arts (サントル・デ・ザール)にはコンピューター技術を含めた最新設備が設置されている。
STEM Centre （STEM: Science, Technology, Engineering and Mathematics）
2014年にLGB STEM teamとINITIAL、EPFLにより共同考案され、ABCP Architectureの設計により、2016年から開設された。現代社会が直面している課題がある中で、未来を担う生徒がそれらに創造性を持って取り組む力をつけ、また発展していく開発や技術に対応できるよう設けられた。そのため、レーザーカッターや３Dプリンターなどの最新技術が提供されている。4つのプログラム(セクション)はロボット工学、電子工学、プログラミング、デザインに分けられ、生徒は授業外に有志で参加することができる。コロナ禍以前は、毎年学校が開催したファッションショーに向けての技術を駆使した衣装作り・ステージデザインが行われた。
Le Centre des Arts
Wilmotte & Associésにより、環境に配慮したデザインが設計された。一階には演劇会場であるAuditorium(収容人数400人)とThéâtre(収容人数155人)があり、照明や音響などの設備が行き届いている。ここでは生徒主体の演劇が定期的に上演される。その他、レコーディングスタジオやダンススタジオ、多数の教室、展示スペースがあり、これらは本校生徒だけでなく、文化施設やアーティスト個人にも一般的に幅広く貸し出している(アーティスト交流のため設けられたであろう一階ロビーはしばし食堂としても利用される)。設立の目的としては、芸術に対する探求の他、文化的交流や、複数の教育分野の統合・協力などがある。その為、アーティストやざまざまな分野のプロフェッショナル、類い稀な体験を持った人々を外部講師として招待している。
現校長はコンラッド・ヒューズである。

### ラ・シャテニュレー（La Châtaigneraie）
ジュネーヴ州に隣接するヴォー州にあり、レマン湖沿いの緑豊かなキャンパスに、約1,420名が在籍している。通称名として、「ラ・シャット」と呼ばれる。

### 国連キャンパス（Campus des Nations）
2005年に開校。新校舎のサコネ（Saconnex）キャンパスと既存のプレニー・リゴット（Pregny-Rigot）キャンパスを統合。国際連合欧州本部の建物のすぐ近くという立地から、各国の国連代表部職員や国際公務員、欧州原子核研究機構（CERN）の研究者の子弟らが多数在籍している。2007年現在、在籍生徒875名に対し、出身国は87か国、母国語は105種類にも及ぶ。その特殊性を生かし、初等教育課程（Primary Years Programme、PYP。第3 - 6学年）からの授業では、難民、人権など国際問題や、母国語、宗教など国際理解が単元として取り上げられる。授業には関係する国連機関勤務やCERNの研究者である保護者が出向いて授業に協力する場合もある。
プレニー・リゴットでは早期教育課程（Early Years Programme、EYP。プレスクールから第2学年まで）約250人、サコネではPYP、前期中等教育課程（Middle Years Programme、MYP。第7 - 10学年）、後期中等教育課程（Diploma Programme、DP。第11、12学年）の約600人が在籍している。
近年、P&GやYahoo!などの国際企業の欧州での拠点が相次いでジュネーヴに移転しているため、ジュネーヴではインターナショナル・スクールへの入学希望者が激増している。どのキャンパスも定員にほとんど空きがなく、当校への入学や編入は大変難しい状況となっている。

## 著名な卒業生
- インディラ・ガンディー - インド第3代首相
- ノーマン・シュワルツコフ - 元アメリカ陸軍大将、湾岸戦争の中央軍司令官
- シリキット - タイ王国王妃
- 神谷美恵子 - 日本人医師
- 吉阪隆正 - 建築家